# Saison AFL 1963
La saison AFL 1963 est la 4e saison de l'American Football League (football américain). Elle voit le sacre des San Diego Chargers.

## Classement général
| Conférence Est                                          |      |      |      |        |          |            |
| Franchise                                               | Vic. | Déf. | Nuls | % vic. | Pts pour | Pts contre |
| Boston Patriots                                         | 7    | 6    | 1    | .538   | 327      | 257        |
| Buffalo Bills                                           | 7    | 6    | 1    | .538   | 304      | 291        |
| Houston Oilers                                          | 6    | 8    | 0    | .429   | 302      | 372        |
| New York Jets                                           | 5    | 8    | 1    | .385   | 249      | 399        |
| match de barrage : Boston Patriots 26 - Buffalo Bills 8 |      |      |      |        |          |            |

| Conférence Ouest   |      |      |      |        |          |            |
| Franchise          | Vic. | Déf. | Nuls | % vic. | Pts pour | Pts contre |
| San Diego Chargers | 11   | 3    | 0    | .786   | 399      | 256        |
| Oakland Raiders    | 10   | 4    | 0    | .714   | 363      | 288        |
| Kansas City Chiefs | 5    | 7    | 2    | .417   | 347      | 263        |
| Denver Broncos     | 2    | 11   | 1    | .154   | 301      | 473        |

## Finale AFL
- 5 janvier 1964, à San Diego devant 30 127 spectateurs, San Diego Chargers 51 - Boston Patriots 10